# Mikulin AM-38
O Mikulin AM-38 foi um motor a pistão soviético da década de 1940. Ele foi um outro desenvolvimento do Mikulin AM-35. Este motor teve a sua maior aplicação nos caças de mergulho Ilyushin Il-2 e Ilyushin Il-10, ele também foi instalado como um improviso de campo no MiG-3 para prover mais velocidade e performance ao avião.